# Condra
A condra posztóból készült kabátféle felsőruha.

## Története
A condra anyaga négynyüstös, ványolt posztó, melynek szine lehetett szürke, barna, illetve fekete is, mint a juhok gyapjának természetes színei.
A condrát általában Erdélyben férfiak, de ritkábban nők is viselték, melynek ünnepi változatait többszínű, posztócsíkokból összeállított csokrokkal, vagy úgynevezett condrasallangokkal díszítették. Viseletként vállravetve, panyókán hordták.